# NGC 2427
NGC 2427 (również PGC 21375) – galaktyka spiralna z poprzeczką (SBdm), znajdująca się w gwiazdozbiorze Rufy. Odkrył ją John Herschel 1 marca 1835 roku.